# Colin Archer
Pour les articles homonymes, voir Archer (homonymie).
Colin Archer (22 juillet 1832 - 3 février 1921) est un constructeur et architecte naval de Larvik en Norvège.

## Biographie
Il est né de parents écossais ayant émigré en 1825.
Son chantier naval était réputé pour la longévité et la sûreté de ses bateaux.
Le plus fameux construit par Colin Archer est le trois-mâts Fram qui participa à plusieurs expéditions dans les deux pôles. Fridtjof Nansen, Otto Sverdrup et Roald Amundsen en furent les chefs d'expéditions. Le Fram, après plus d'un siècle d'existence, est désormais un navire musée (Frammuseet) sur les quais de Bygdøy à Oslo.
Colin Archer calcula inlassablement le plan idéal pour ses nombreuses réalisations aussi variées que des canots de sauvetage, des yachts, des pilotes et canots de sauvetage et autres navires. Il est crédité de plus de 200 réalisations.
Un plan Colin Archer est encore de nos jours une valeur sûre pour les navigateurs et constructeurs de voiliers hauturiers. Une des caractéristiques en est la poupe pointue, appelée « arrière norvégien », qui inspirera nombre d'architectes ultérieurement (Alain Gerbault avec L'Alain Gerbault, Henri Dervin pour Kurun, Jean Knocker avec Joshua, entre autres).

## Bateaux construits et/ou dessinés par Colin Archer

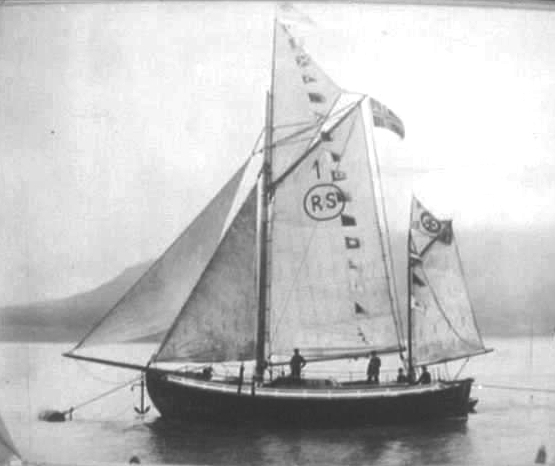
Canots de sauvetage RS 1 «Colin Archer» 1893
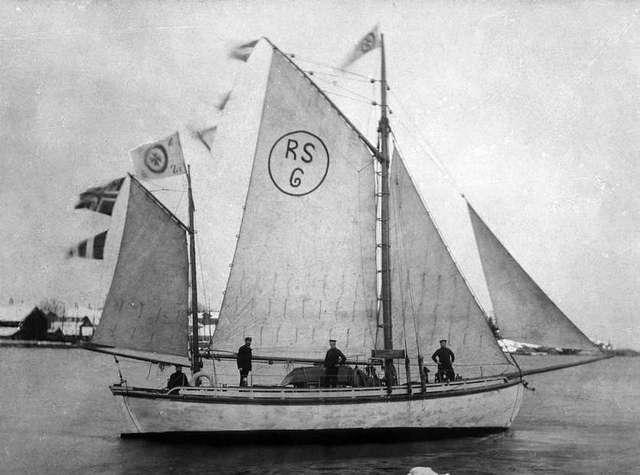
RS 6 «Nordland» 1894
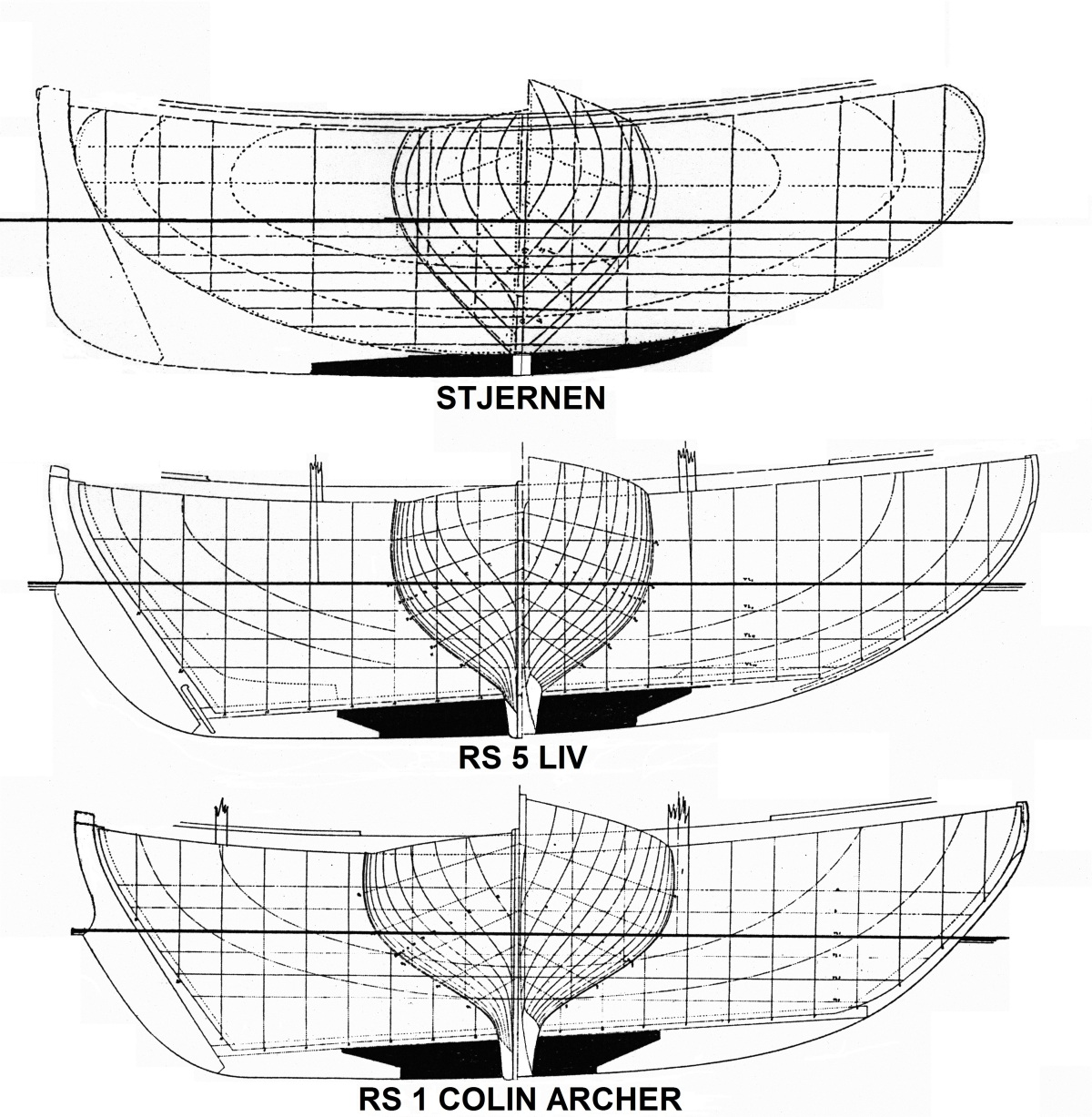
Conception RS 1 & 5
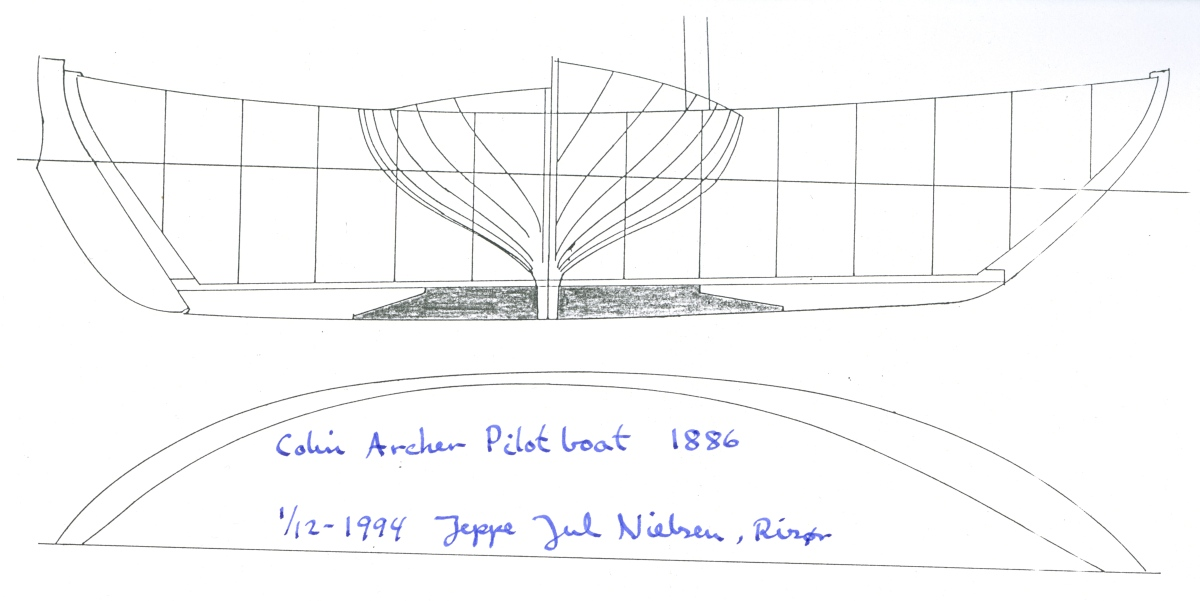
Bateau pilote 1886
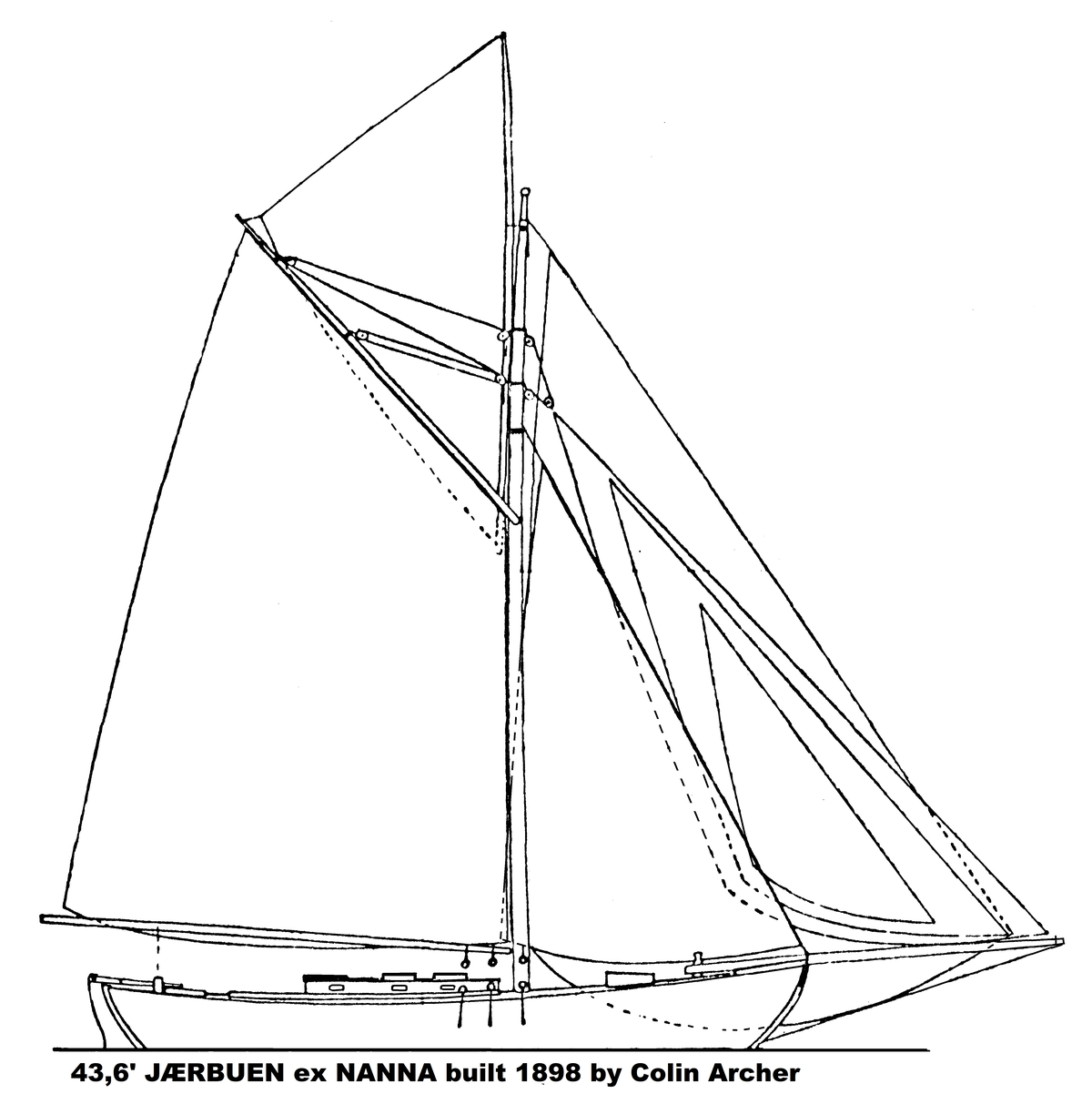
Yacht «Jærbuen» ex «Nanna» 1898.
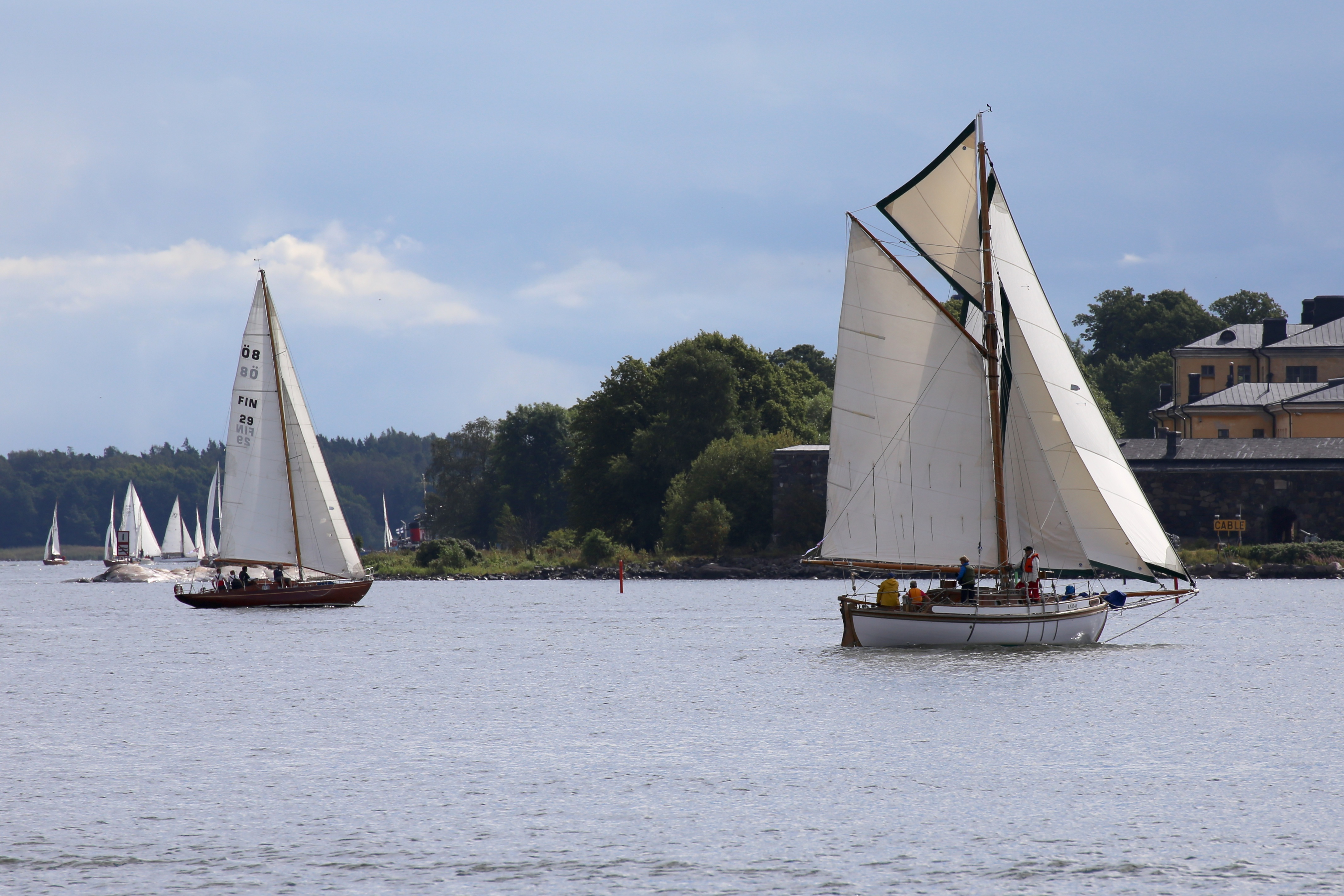
Bateau pilote «PITKÄPAASI» 1898
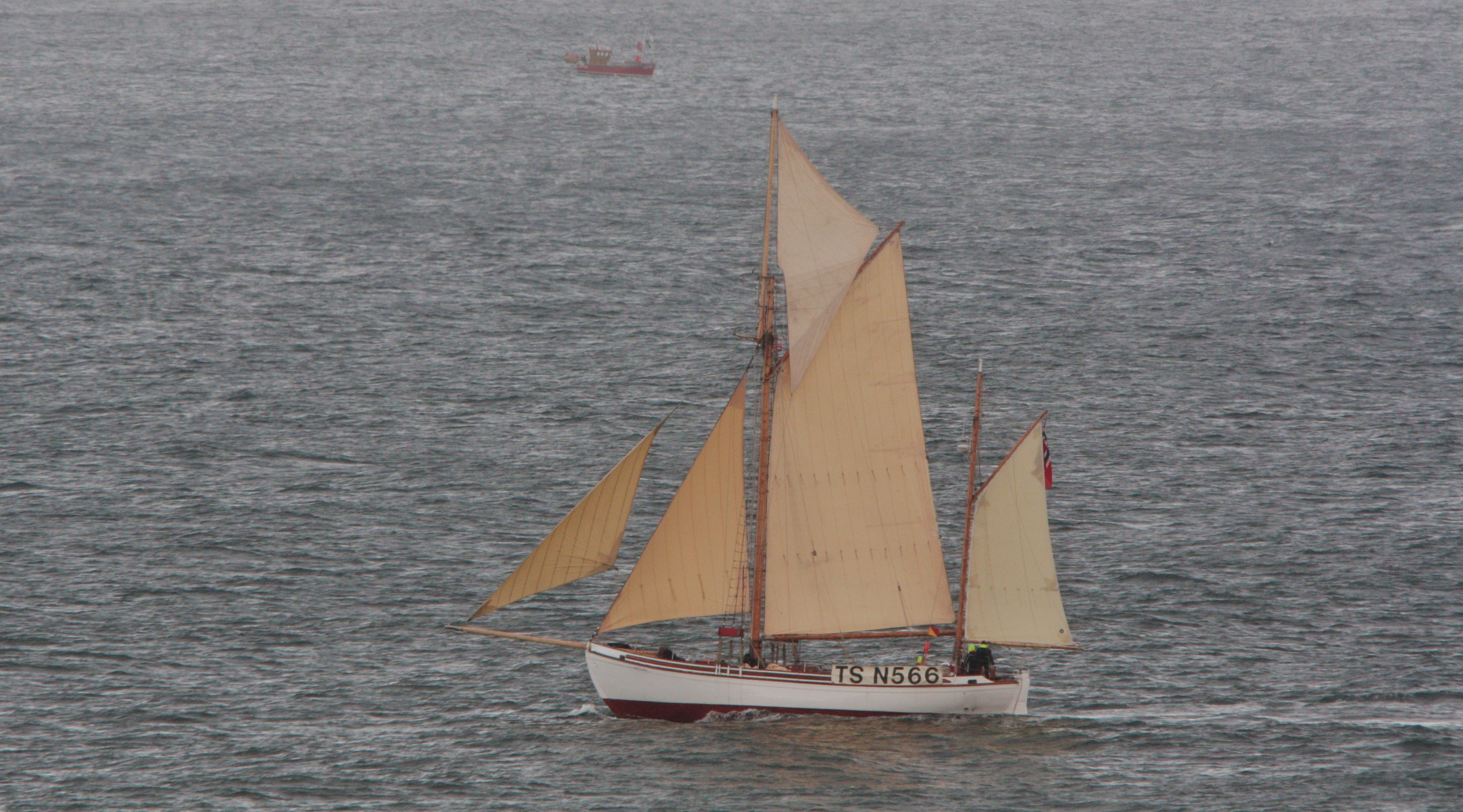
Wyvern 1897
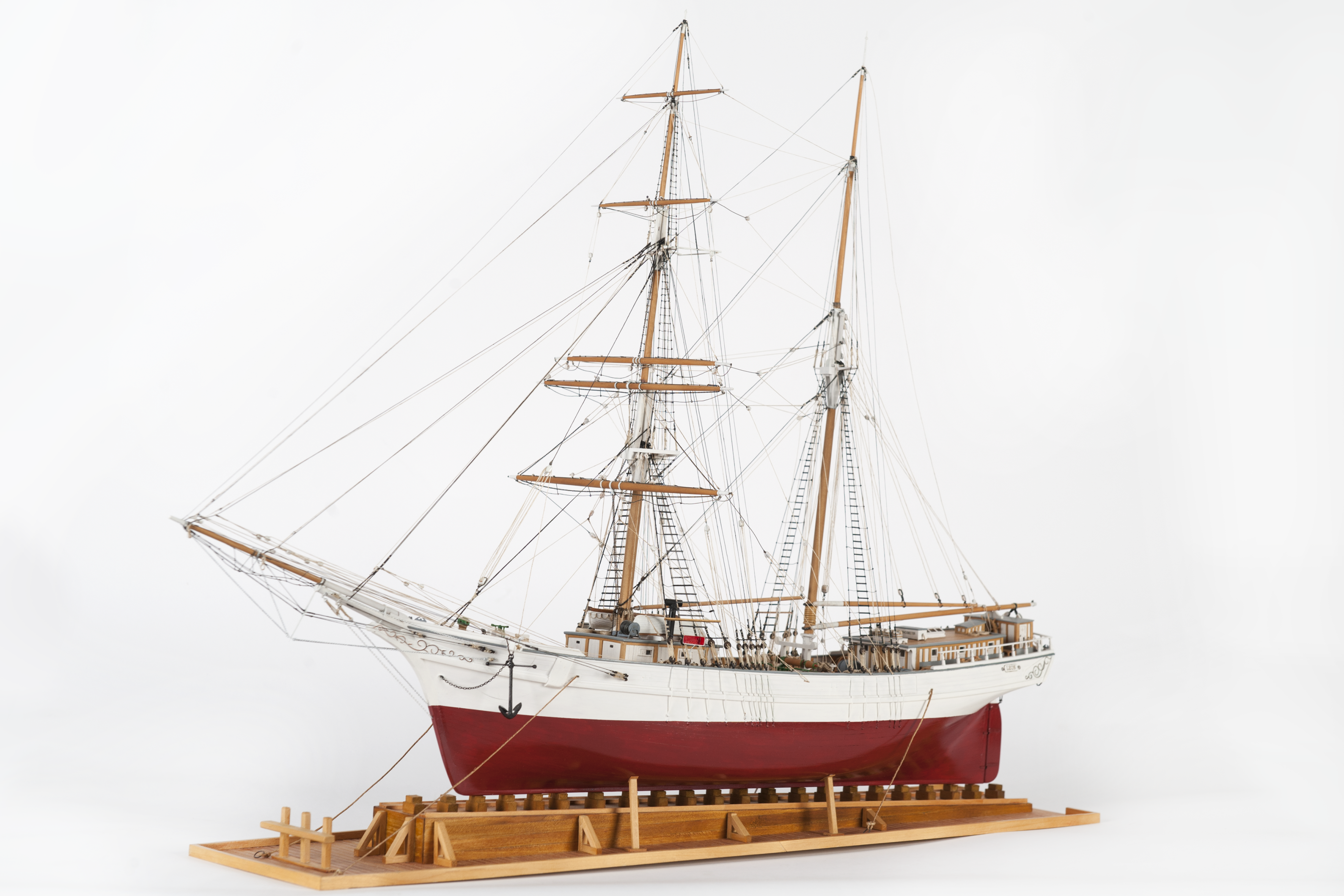
Brigantine Leon 1880
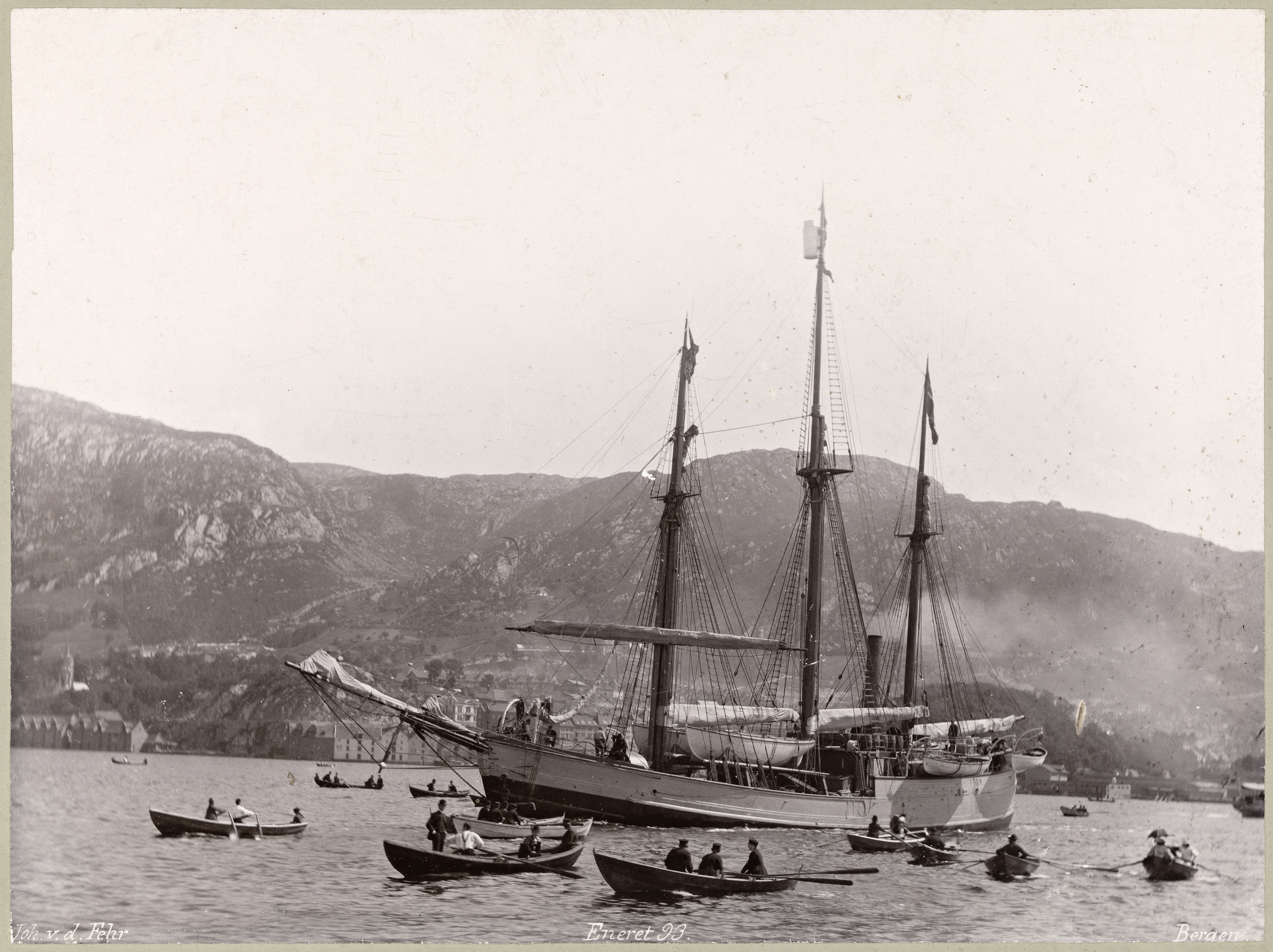
Fram 1893

## Le type Colin Archer par d'autres architectes

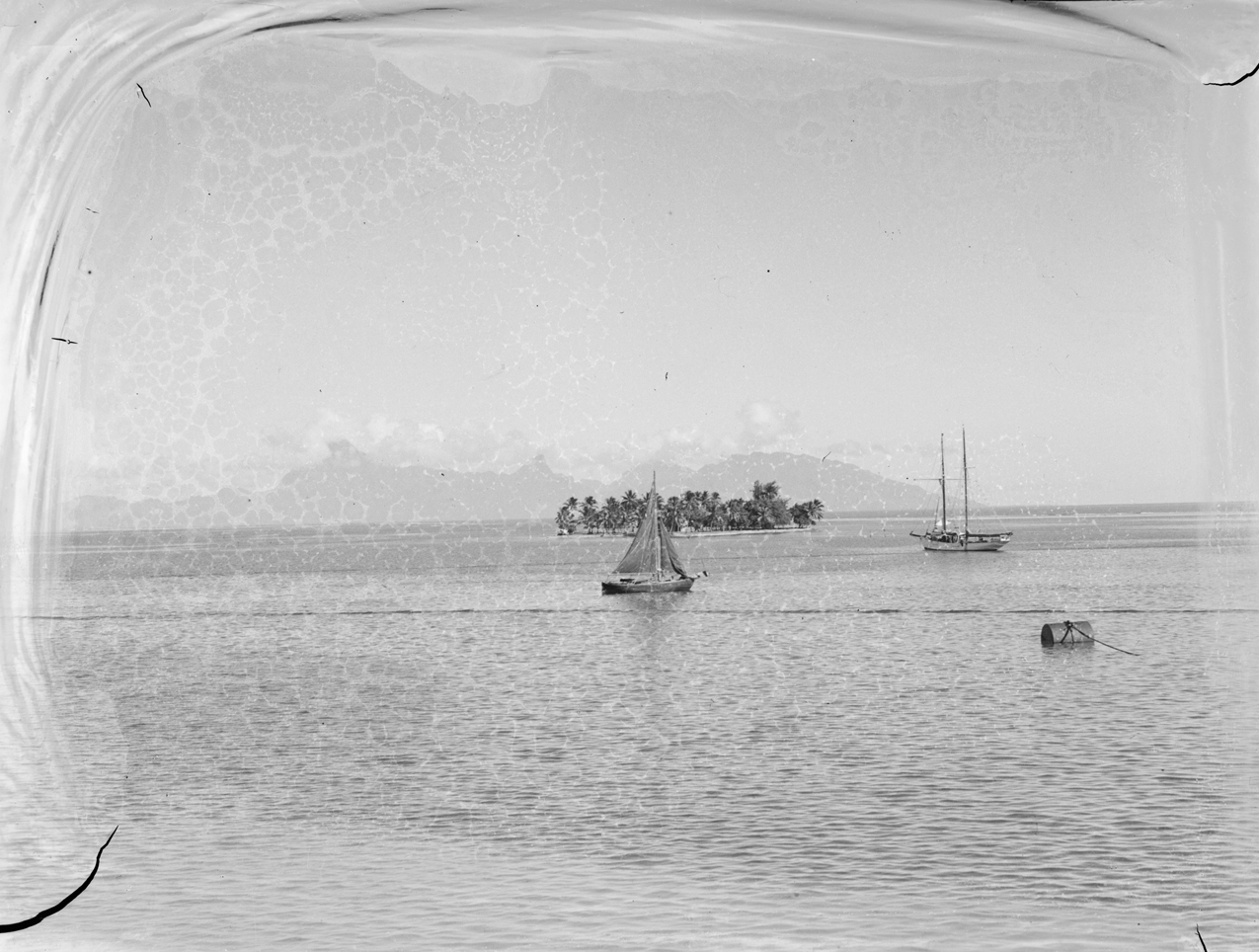
L'Alain-Gerbault Motu Uta, Papeete, Tahiti, Polynésie française
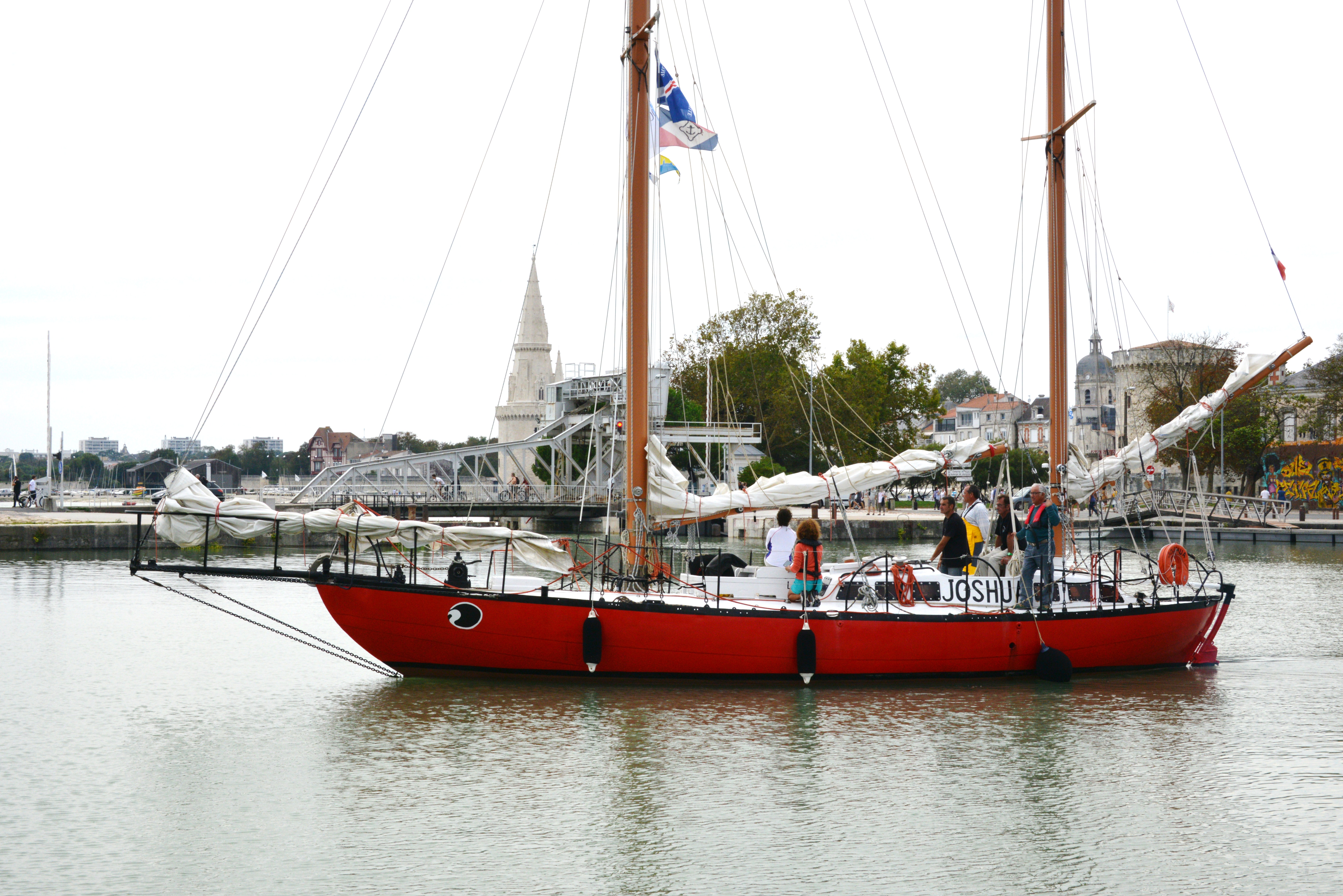
Le bateau «Joshua» de Bernard Moitessier dessiné par l'architecte Jean Knocker.
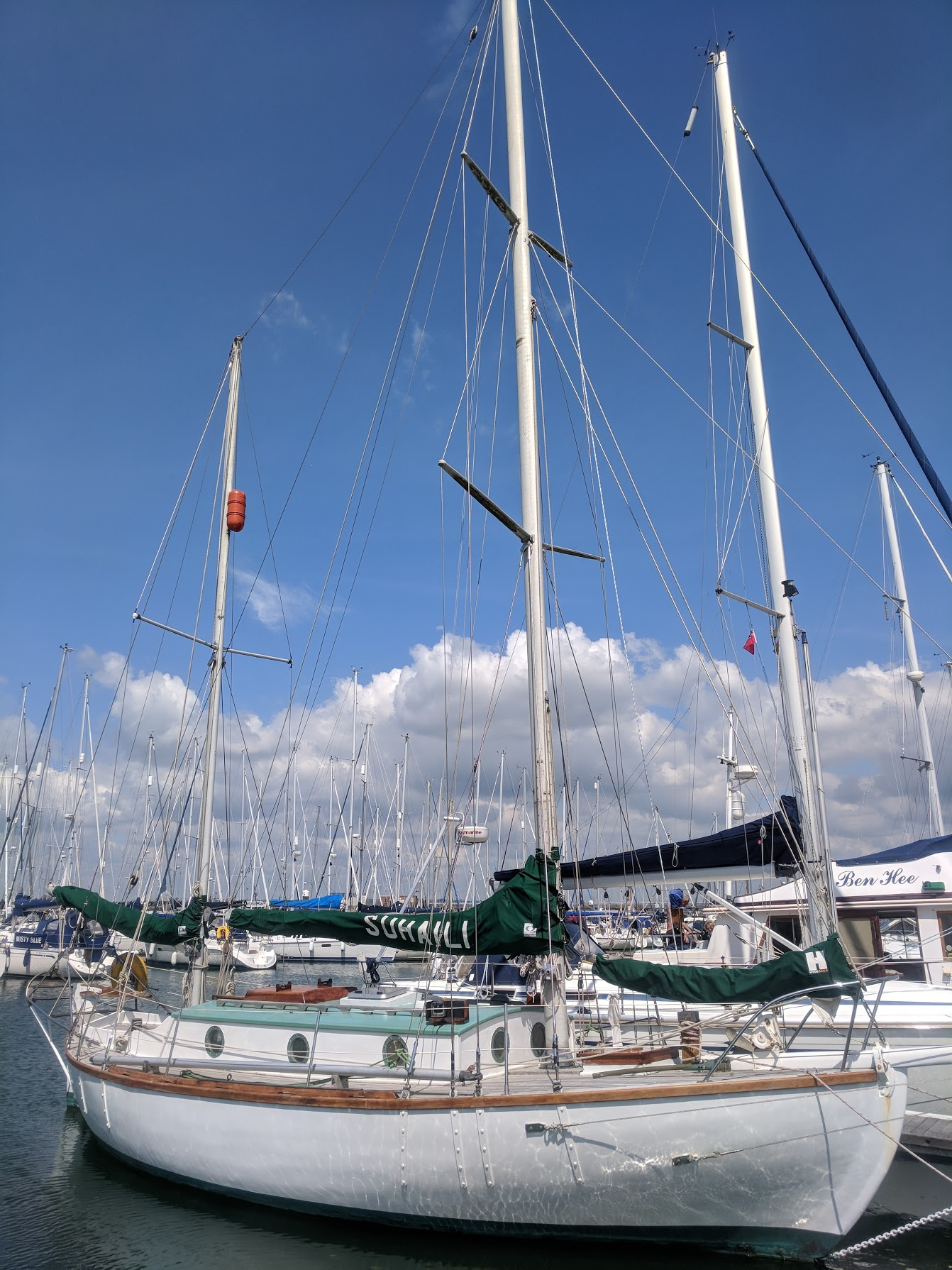
«Suhaili» de Robin Knox-Johnston dessiné par William Atkin
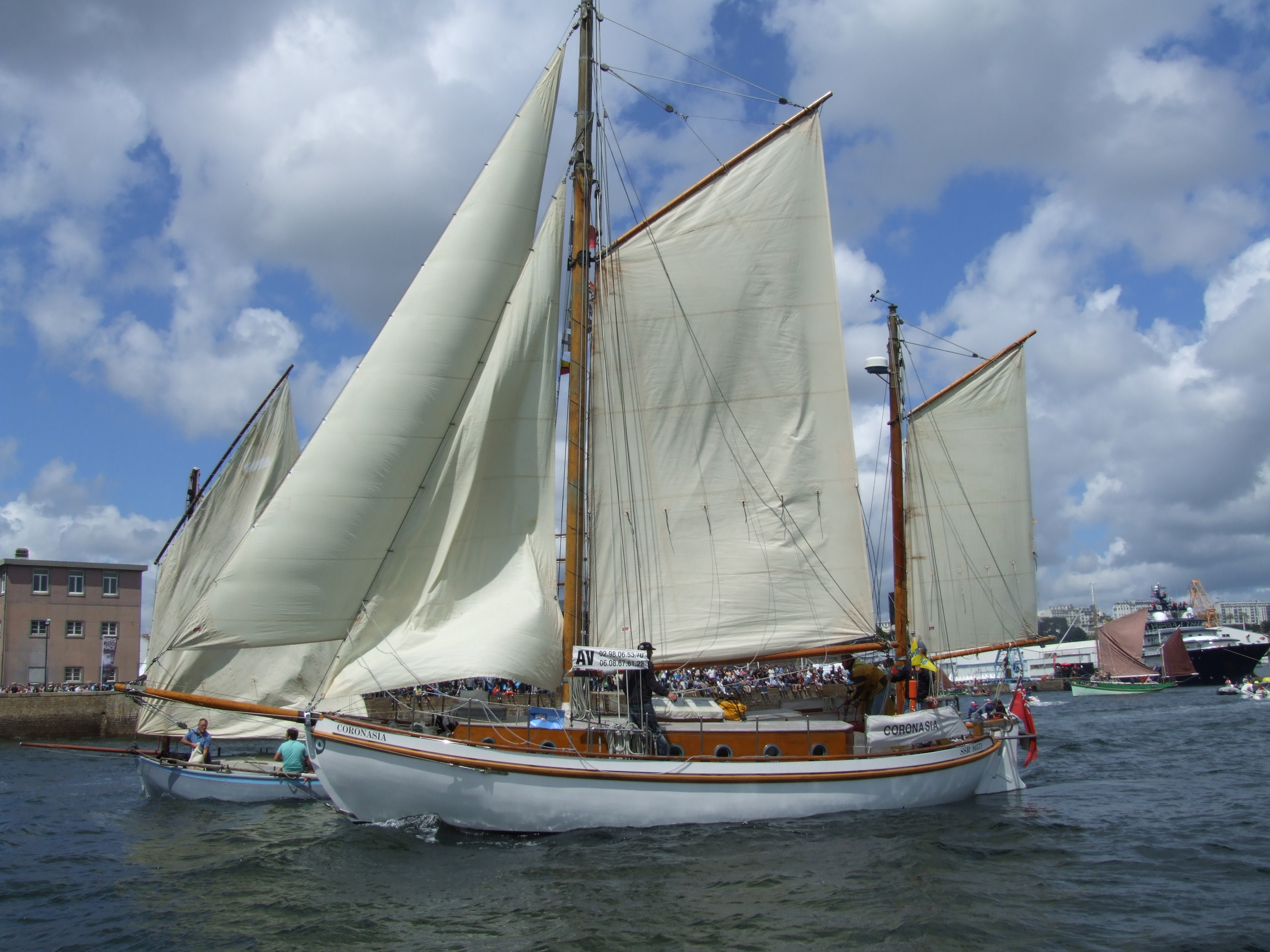
«Coronasia of Penryn» ex «Constance Mary» dessiné par l'architecte naval Reidar Moen et construit au chantier naval de Moen, Risør, Norvège 1966
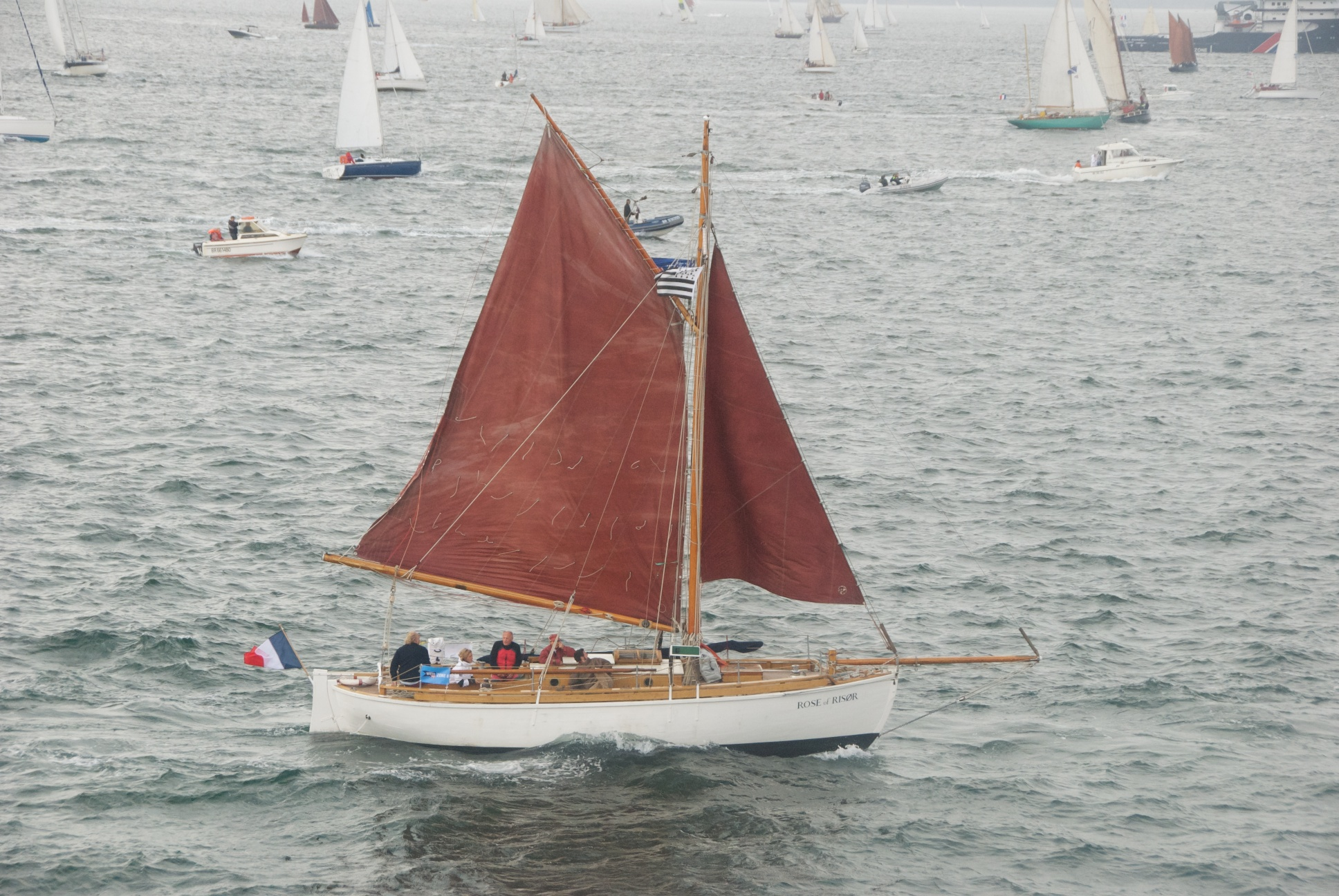
«Rose of Risør» construit en 1931 par le chantier naval K. Christensen, Risør, Norvège
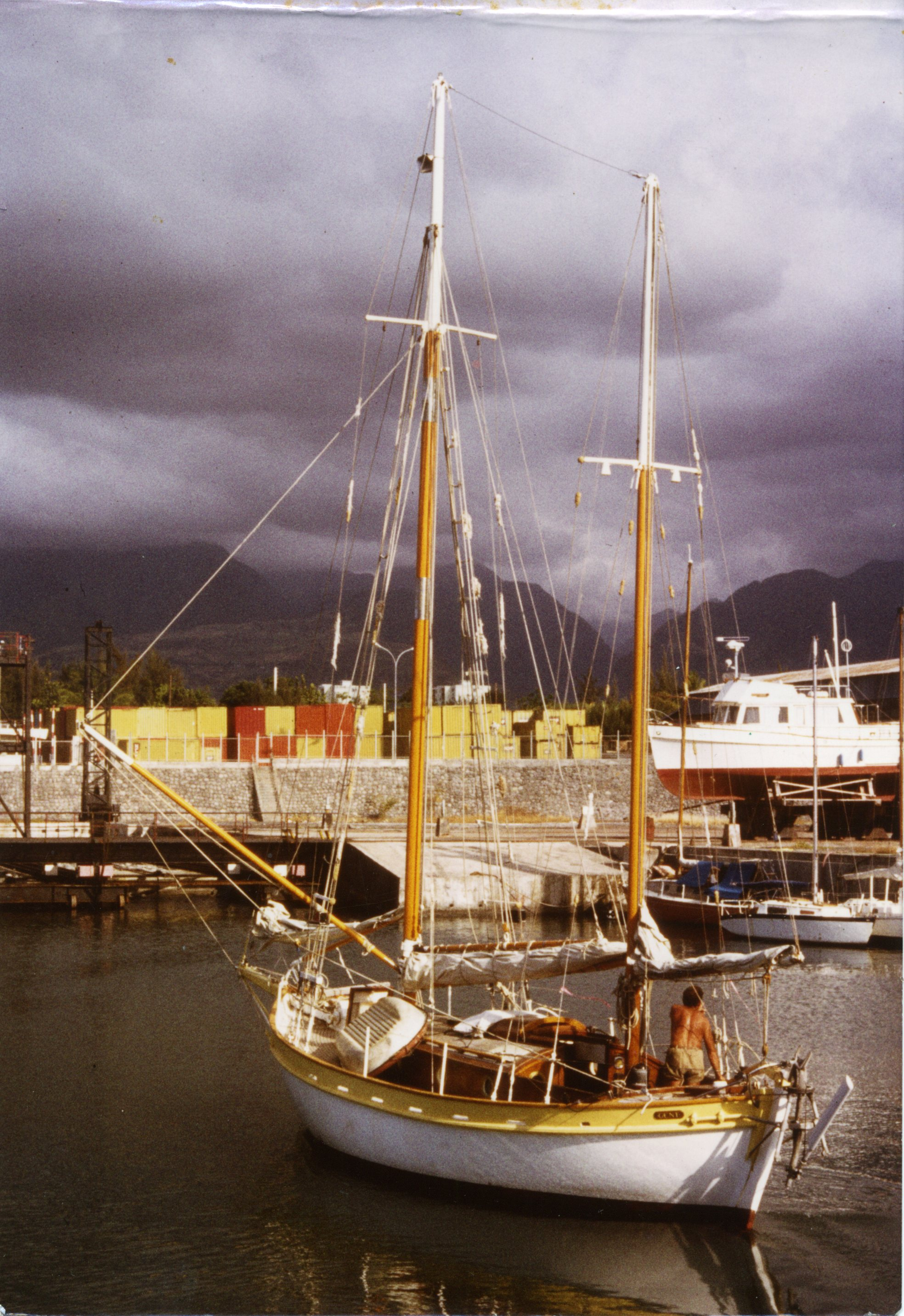
«Voordewind» le type Colin Archer de William Atkin, «Eric», 1960, construit à Breskens. Sur la photo Laurent Velleman lors de son tour du monde en solitaire entre 1972 et 1977
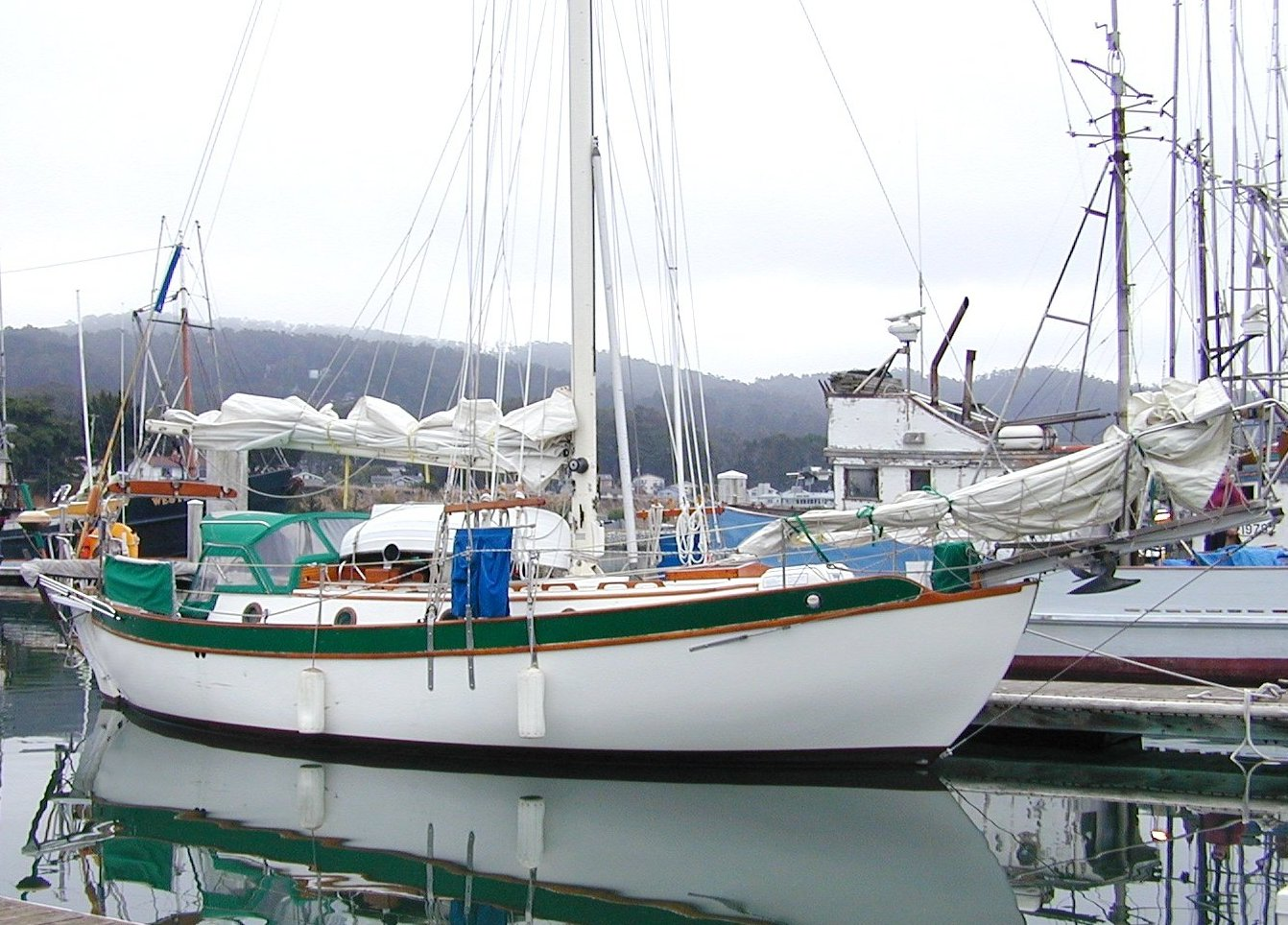
«Westsail 32» construit en grp. Design «Eric» par William Atkin
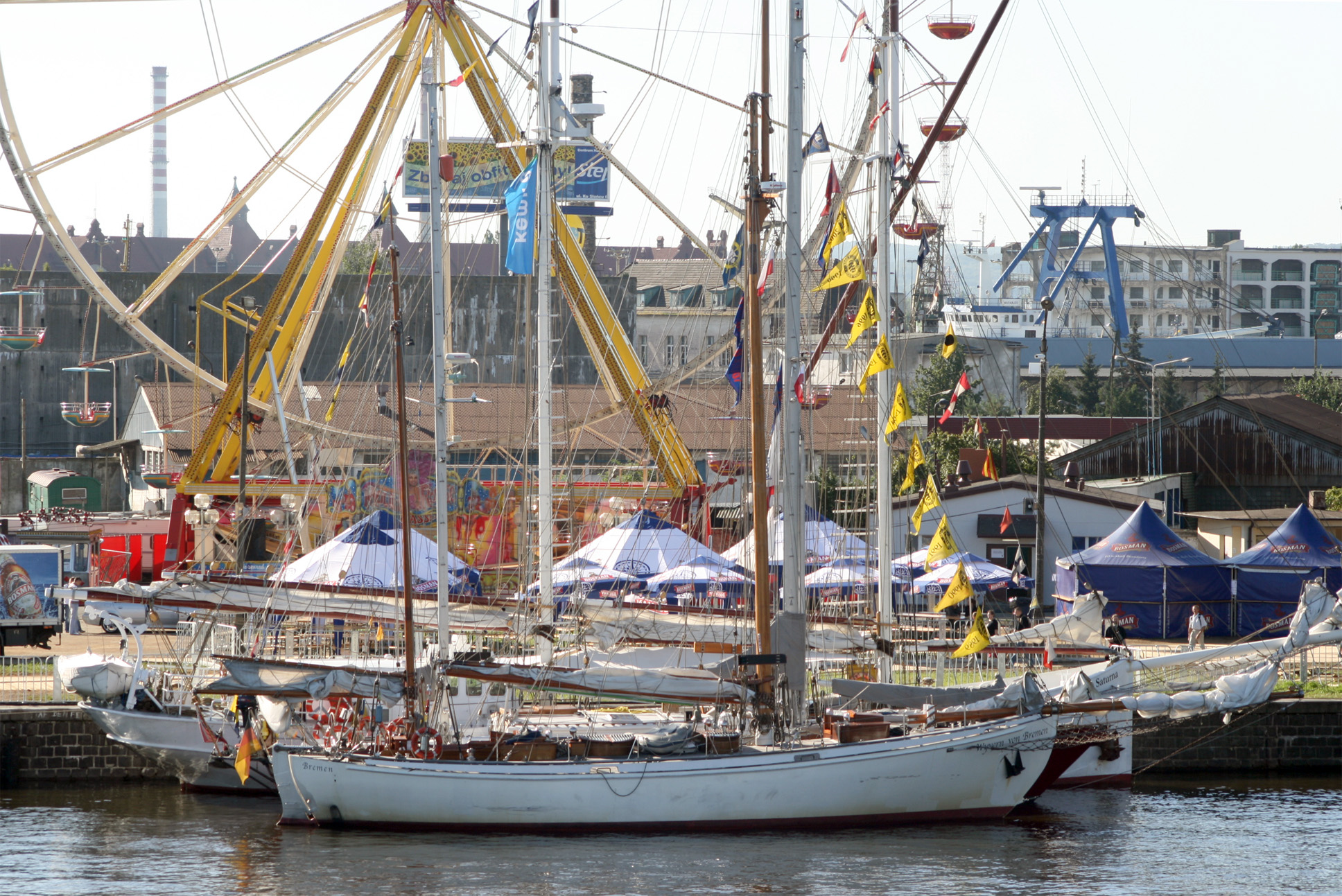
«Wyvern av Aalesund» ex «Wyvern von Bremen» construit en 1992 en acier. L'architecte Horst E. Glacer. Chantier naval: Abeking & Rasmussen et Bremer Vulkan